# Pokój 003
Pokój 003 – pierwszy album studyjny polskiego rapera Buki wydany 30 września 2011 roku nakładem wytwórni MaxFloRec.
Nagrania dotarły do 33. miejsca zestawienia OLiS.

## Lista utworów
Opracowano na podstawie materiału źródłowego.
| #  | Tytuł                                                 | Produkcja | Scratche   | Długość |
| -- | ----------------------------------------------------- | --------- | ---------- | ------- |
| 1  | „Autobiografia”                                       | Greg      | —          | 00:39   |
| 2  | „Pokój 003”                                           | Greg      | —          | 03:43   |
| 3  | „Wraca monster” (gościnnie: Rahim)                    | Greg      | DJ Cider   | 04:11   |
| 4  | „Pierwsza miłość”                                     | Greg      | —          | 02:31   |
| 5  | „Walkman”                                             | Greg      | —          | 03:37   |
| 6  | „Super ziom” (gościnnie: Majkel, Bu, Metrowy, Skorup) | Greg      | —          | 04:30   |
| 7  | „Wyjebane” (gościnnie: K2)                            | Greg      | —          | 03:48   |
| 8  | „Limit”                                               | Greg      | DJ Bambus  | 03:30   |
| 9  | „Sprawdź środkowy”                                    | Greg      | DJ Bambus  | 04:00   |
| 10 | "„Alcatraz”                                           | Greg      | —          | 03:26   |
| 11 | „True love”                                           | Greg      | DJ Hopbeat | 04:26   |
| 12 | „Achtung”                                             | Greg      | —          | 02:27   |
| 13 | „37”                                                  | Greg      | —          | 03:06   |
| 14 | „Niepodległość” (gościnnie: Skor, Mati)               | Greg      | —          | 04:42   |
| 15 | „Dr Skacz song”                                       | Greg      | —          | 01:06   |